# Ventforet Kofu
Ventforet Kofu (japanisch ヴァンフォーレ甲府; Vanfōre Kōfu) ist ein japanischer Profi-Fußballverein, der vorwiegend in der J2 League um den Aufstieg mitspielt und diesen gelegentlich schaffte. Der bisher größte Erfolg konnte 2022 mit dem erstmaligen Gewinn des Kaiserpokals erreicht werden.
Der Name ist ein Konstrukt aus den französischen Wörter „vent“ (Wind) und „forêt“ (Wald) und leitet sich aus dem Zitat Fūrinkazan (風林火山) aus Sunzis Die Kunst des Krieges ab. Es bedeutet „Sei schnell wie der Wind, kompakt wie der Hain, greife an, wild wie ein Feuer, und verteidige standhaft wie ein Berg.“ Dies zierte zur Sengoku-Zeit die Kriegsflaggen des ansässigen Daimyō Takeda Shingen.

## Geschichte

### Gründung und Etablierung (1965–2001)
Der Verein aus Kōfu, der Hauptstadt der Präfektur Yamanashi in der Nähe von Tokio entstand im Jahr 1965 unter dem Namen Kofu Soccer Club auf Initiative ehemaliger Mitglieder einer High-School-Fußballmannschaft, die mit Hilfe von Spielern aus anderen High-Schools in die damalige Japan Soccer League aufsteigen wollten.
Die Mannschaft erreichte die JSL 1972 und verblieb in ihr bis zu ihrer Auflösung 20 Jahre später. Als Sportverein im klassischen Sinne hatte der Klub eine Sonderstellung in der neu geformten Japan Football League. Bei den meisten anderen Teams handelte es sich um Werksmannschaften großer Firmen, die zum Teil massiv in ihre Mannschaften investierten.
Der Verein folgte dem Vorbild der meisten Konkurrenten und gab sich 1995 einen neuen, europäisch klingenden Namen. Ventforet zog 1999 als Gründungsmitglied in die neue J. League Division 2 ein, ohne zuvor in der JFL für viel Aufsehen gesorgt zu haben.
In der zweiten Division schnitt die Mannschaft zunächst schlecht ab: drei Jahre in Folge belegte sie hier den letzten Platz und wurde schon als „Ballast der J2“ bezeichnet, ehe es 2002 aufwärts ging.

### Zwischen den Ligen (2002 bis 2017)
Die finanziellen Engpässe konnten durch eine Restrukturierung des Vereins und mit viel Unterstützung der Fans überwunden werden. Schließlich erreichte Ventforet in der Saison 2005 den dritten Platz, was sie zur Teilnahme an den Relegationsspielen gegen den 16. der ersten Division, Kashiwa Reysol, berechtigte.
Nach einem glücklichen 2:1-Sieg im Hinspiel reiste Ventforet als Außenseiter zum entscheidenden Rückspiel nach Kashiwa – und gewann sensationell mit 6:2, durch zwei Hattricks des Brasilianers Baré. Somit spielte Kofu 2006 erstmals im Oberhaus des japanischen Fußballs, wenn auch als Mannschaft mit dem kleinsten Etat, dem kleinsten Stadion und der kleinsten Fanschar der Liga.
Nach zwei Jahren Oberhaus stand der Wiederabstieg in die Division 2.
In der Saison 2010 konnte Ventforet Kofu mit Platz zwei den erneuten Aufstieg in die J. League Division 1 realisieren, die jedoch nach nur einem Jahr wieder verlassen werden musste. Der direkte Wiederaufstieg als Zweitligameister 2012 gelang aber. Diesmal spielte man einige Jahre erfolgreich gegen den Abstieg in der ersten Liga, konnte ihn aber in der Saison 2017 nicht verhindern und stieg wieder in die J2 ab. Während diesen Erstligajahren war das beste Ergebnis im Kaiserpokal ein Viertelfinale 2013.

### Zweitligajahre während der COVID-19-Pandemie und erster Titel (2018 bis heute)
Nach einer durchwachsenen Saison nach dem Abstieg aus der ersten Liga spielte man erneut konstant um die Aufstiegsplätze mit. In den Jahren der COVID-19-Pandemie konnten die Plätze 4 (2020) und 3 (2021) erreicht werden, die für die sonst üblichen Aufstiegs-playoffs genügt hätten. Allerdings wurden diese playoffs während diesen beiden Jahren der Pandemie ausgesetzt, da aus den Profiligen in der Saison 2020 keine Vereine absteigen sollten. Zum Aufstieg berechtigt waren nur die ersten beiden der zweiten Liga, die damit für das Jahr 2021 die J1 auf 20 Vereine erhöhte, was durch 4 Absteiger aus der J1 2021 wieder kompensiert werden sollte. Ventforet wurde also durch diese Regelungen unglücklich die große Chance zum Wiederaufstieg zweimal verwehrt. Nach dem Abklingen dieser Regelung konnte der Verein in der Liga 2022 nicht an die guten Leistungen anknüpfen und verpasste das Rennen um die Aufstiegsplätze deutlich.
Umso erfolgreicher war man aber im Kaiserpokal 2022. Im Viertelfinale, bisher die beste Platzierung des Vereins im Pokal, setzte man sich gegen den Erstligisten Sagan Tosu durch, im Halbfinale konnte sogar Rekordmeister Kashima Antlers knapp besiegt werden. Durch die WM 2022 wurde der Spielkalender des Pokals angepasst, sodass das Finale nicht wie sonst üblich am Neuhjahrstag des Folgejahres im sonst angestammten Finalort im Tokyoter Olympiastadion ausgespielt wurde, sondern vorgezogen im Herbst im Nissan-Stadion in Yokohama. Dort konnte der Finalgegner Sanfrecce Hiroshima im Elfmeterschießen mit 5:4 besiegt werden, was den ersten großen Titelgewinn für den Verein bedeutete. Durch den Gewinn des Pokals qualifizierte sich Ventforet erstmals für die Gruppenphase der AFC Champions League.

## Erfolge
- Kaiserpokal

Sieger: 2022
- J2 League

Meister: 2012
Vizemeister: 2010
- All Japan Senior Football Championship

Sieger: 1969
- Kantō Soccer League

Sieger: 1969, 1970

## Stadion

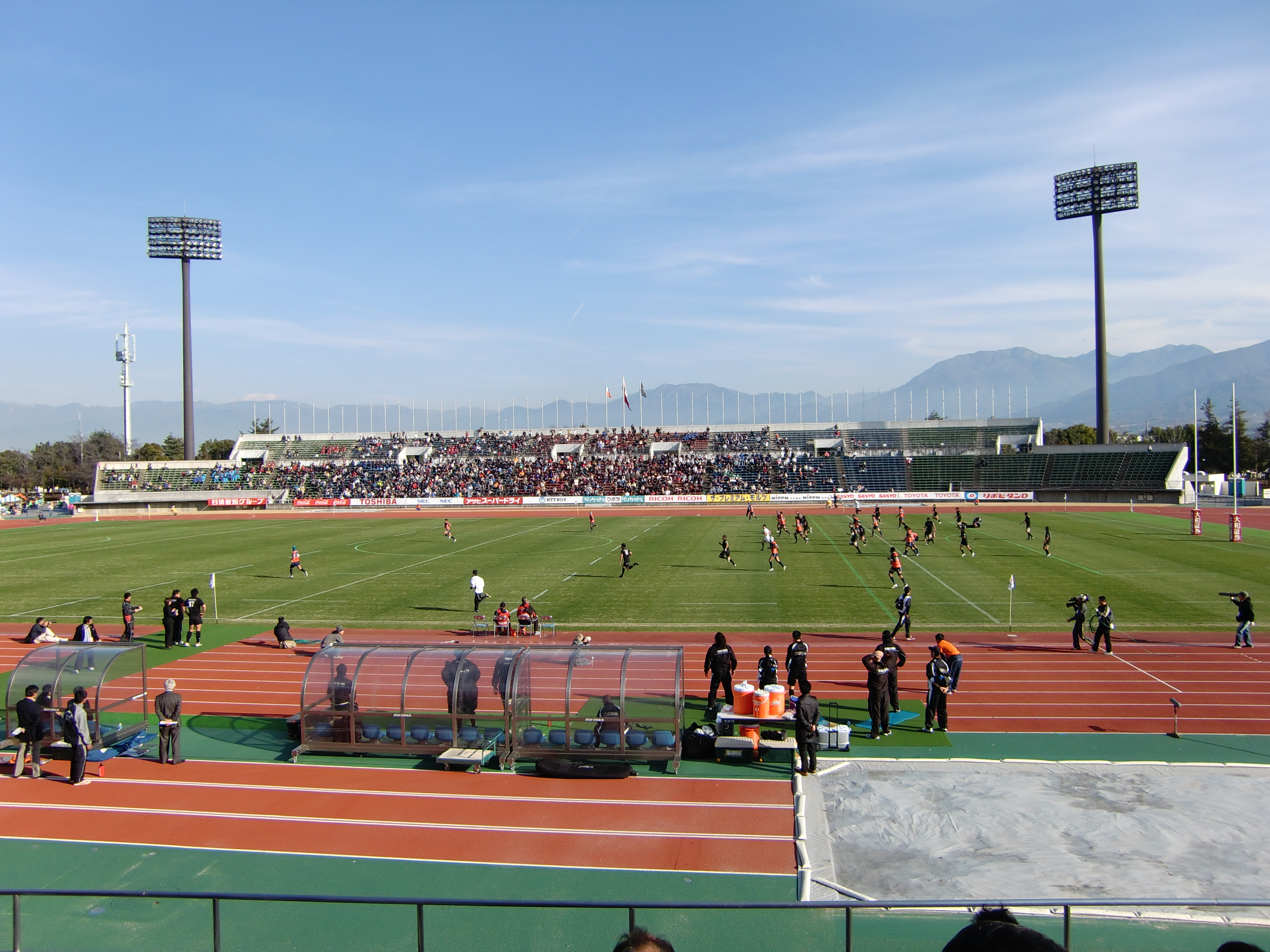
Yamanashi Chūō Bank Stadium

Der Verein trägt seine Heimspiele im Yamanashi Chūō Bank Stadium (jap. 山梨県小瀬スポーツ公園陸上競技場, „Leichtathletik-Stadion im Kose-Sportpark der Präfektur Yamanashi“) in Kōfu in der Präfektur Yamanashi aus. Das Stadion, dessen Eigentümer die Präfektur Yamanashi ist, hat ein Fassungsvermögen von 17.000 Zuschauern. 
Koordinaten: 35° 37′ 20,6″ N, 138° 35′ 23,1″ O

## Aktueller Kader
Stand: April 2025
| Nr. |           | Position | Name              |
| --- | --------- | -------- | ----------------- |
| 1   | Japan     | TW       | Kōhei Kawata      |
| 2   | Japan     | AB       | Miki Inoue        |
| 3   | Korea Sud | AB       | Taiga Son         |
| 4   | Japan     | AB       | Hideomi Yamamoto  |
| 5   | Japan     | AB       | Taiju Ichinose    |
| 6   | Japan     | MF       | Iwana Kobayashi   |
| 7   | Japan     | MF       | Shō Araki         |
| 8   | Japan     | MF       | Riku Nakayama     |
| 9   | Japan     | ST       | Kazushi Mitsuhira |
| 10  | Japan     | MF       | Yoshiki Torikai   |
| 11  | Japan     | MF       | Kotatsu Kumakura  |
| 13  | Japan     | ST       | Yukito Murakami   |
| 14  | Japan     | MF       | Yudai Tanaka      |
| 16  | Japan     | MF       | Kōya Hayashida    |
| 17  | Japan     | MF       | Takumi Tsuchiya   |
| 18  | Japan     | MF       | Yoshifumi Kashiwa |
| 19  | Japan     | ST       | Jumma Miyazaki    |

| Nr. |           | Position | Name             |
| --- | --------- | -------- | ---------------- |
| 20  | Japan     | MF       | Hikaru Endo      |
| 21  | Brasilien | MF       | Renato Augusto   |
| 22  | Japan     | AB       | Yūta Koide       |
| 24  | Japan     | AB       | Keisuke Sato     |
| 25  | Japan     | MF       | Yūto Hiratsuka   |
| 26  | Japan     | MF       | Kazuhiro Satō    |
| 29  | Japan     | ST       | Kōki Ōshima      |
| 30  | Japan     | TW       | Kei Ishikawa     |
| 31  | Korea Sud | TW       | Lee Min-ki       |
| 35  | Japan     | MF       | Taiyo Yoneda     |
| 39  | Japan     | MF       | Hokuto Matsuyama |
| 40  | Brasilien | AB       | Eduardo Mancha   |
| 44  | Japan     | ST       | Yamato Naitō     |
| 47  | Japan     | MF       | Tomoki Hosaka    |
| 77  | Brasilien | ST       | Matheus Leiria   |
| 97  | Japan     | TW       | John Higashi     |

## Trainerchronik
| Trainer           | Nation    | von             | bis               |
| ----------------- | --------- | --------------- | ----------------- |
| Susumu Katsumata  | Japan     | 1. Januar 1994  | 31. Dezember 1994 |
| Susumu Katsumata  | Japan     | 1. Januar 1999  | 31. Dezember 1999 |
| Yūji Tsukada      | Japan     | 1. Februar 2000 | 31. Januar 2001   |
| Luís dos Reis     | Brasilien | 1. Januar 2001  | 31. Dezember 2001 |
| Takeshi Ōki       | Japan     | 1. Februar 2002 | 31. Januar 2003   |
| Hideki Matsunaga  | Japan     | 1. Februar 2003 | 31. Januar 2005   |
| Takeshi Ōki       | Japan     | 1. Februar 2005 | 31. Januar 2008   |
| Takayoshi Amma    | Japan     | 1. Februar 2008 | 31. Januar 2010   |
| Kazuo Uchida      | Japan     | 1. Februar 2010 | 31. Januar 2011   |
| Toshiya Miura     | Japan     | 1. Februar 2011 | 7. August 2011    |
| Satoru Sakuma     | Japan     | 8. August 2011  | 31. Dezember 2011 |
| Hiroshi Jōfuku    | Japan     | 1. Februar 2012 | 31. Januar 2015   |
| Yasuhiro Higuchi  | Japan     | 1. Februar 2015 | 13. Mai 2015      |
| Satoru Sakuma     | Japan     | 13. Mai 2015    | 31. Dezember 2016 |
| Tatsuma Yoshida   | Japan     | 1. Februar 2017 | 30. April 2018    |
| Nobuhiro Ueno     | Japan     | 1. Mai 2018     | 31. Januar 2019   |
| Akira Itō         | Japan     | 1. Februar 2019 | 31. Januar 2022   |
| Tatsuma Yoshida   | Japan     | 1. Februar 2022 | 31. Januar 2023   |
| Yoshiyuki Shinoda | Japan     | 1. Februar 2023 | 1. Juli 2024      |
| Shinji Otsuka     | Japan     | 2. Juli 2024    |                   |

## Saisonplatzierung
| Saison | Liga     | Teams | Pos.  | Zuschauer | J. League Cup | Kaiserpokal   | AFC CL       |
| ------ | -------- | ----- | ----- | --------- | ------------- | ------------- | ------------ |
| 1992   | alte JFL | 10    | 5     | -         | -             | -             |              |
| 1993   | alte JFL | 10    | 9.    | -         | -             | -             |              |
| 1994   | alte JFL | 16    | 14.   | -         | -             | -             |              |
| 1995   | alte JFL | 16    | 9.    | -         | -             | -             |              |
| 1996   | alte JFL | 16    | 11.   | -         | -             | -             |              |
| 1997   | alte JFL | 16    | 6.    | -         | -             | -             |              |
| 1998   | alte JFL | 16    | 4.    | -         | -             | -             |              |
| 1999   | J2       | 10    | 10.   | 3.073     | -             | -             |              |
| 2000   | J2       | 11    | 11.   | 3.550     | -             | -             |              |
| 2001   | J2       | 12    | 12.   | 4.297     | -             | -             |              |
| 2002   | J2       | 12    | 7.    | 5.396     | -             | -             |              |
| 2003   | J2       | 12    | 5.    | 6.772     | -             | -             |              |
| 2004   | J2       | 12    | 7.    | 6.642     | -             | -             |              |
| 2005   | J2       | 12    | 3. ▲  | 6.953     | -             | -             |              |
| 2006   | J1       | 18    | 15.   | 14.592    | Gruppenphase  | -             |              |
| 2007   | J1       | 18    | 17. ▼ | 14.843    | Viertelfinale | Achtelfinale  |              |
| 2008   | J2       | 15    | 7.    | 8.045     | -             | Vierte Runde  |              |
| 2009   | J2       | 18    | 4.    | 8.883     | -             | Achtelfinale  |              |
| 2010   | J2       | 19    | 2. ▲  | 9.896     | -             | Achtelfinale  |              |
| 2011   | J1       | 18    | 16. ▼ | 12.693    | 1. Runde      | 3. Runde      |              |
| 2012   | J2       | 22    | 1. ▲  | 8.566     | -             | 2. Runde      |              |
| 2013   | J1       | 18    | 15.   | 13.766    | Gruppenphase  | Viertelfinale |              |
| 2014   | J1       | 18    | 13.   | 13.321    | Gruppenphase  | Achtelfinale  |              |
| 2015   | J1       | 18    | 13.   | 13.316    | Gruppenphase  | Achtelfinale  |              |
| 2016   | J1       | 18    | 14.   | 12.916    | Gruppenphase  | 2. Runde      |              |
| 2017   | J1       | 18    | 16. ▼ | 12.873    | Gruppenphase  | 2. Runde      |              |
| 2018   | J2       | 22    | 9.    | 7.102     | Viertelfinale | Viertelfinale |              |
| 2019   | J2       | 22    | 5.    | 7.481     | -             | Viertelfinale |              |
| 2020   | J2       | 22    | 4.    | 2.518     | -             | -             |              |
| 2021   | J2       | 22    | 3.    | 4.035     | -             | 2. Runde      |              |
| 2022   | J2       | 22    | 18.   | 4.930     | -             | Sieger        |              |
| 2023   | J2       | 22    | 8.    | 7.485     | -             | Achtelfinale  |              |
| 2024   | J2       | 20    | 14.   | 8.274     | Viertelfinale | Achtelfinale  | Achtelfinale |
| 2025   | J2       | 20    |       |           |               |               |              |

## Auszeichnungen

### Elf des Jahres
- Mike Havenaar (2011)